# Gia Nghĩa
Gia Nghĩa – miasto w południowym Wietnamie, stolica prowincji Đăk Nông.